# راب ميتال
راب ميتال، (بالإنجليزية: Rap metal)‏، يعرف أيضًا بـ"راب كور"، هو نوع فرعي من الراب روك والميتال البديل يتضمن موسيقى الهيب-هوب والهيفي ميتال. وعادة ما يتكون من عبارات قصيرة من غيتار الهيفي ميتال، وعناصر من الفنك ميتال، وأصوات مَصوْغة على طريقة الراب وأحيانًا بالقرص الدوار وأدوات خلط الموسيقى.